# Жупљанка
Жупљанка је сорта белог грожђа која води порекло из Срема у Србији. Настала је укрштањем аутохтоних сорти прокупац и пино ноар. Има бујан чокот и грозд и бобице средње величине. Отпорна је сорта зелено-муте боје, а даје високе приносе. Специфична је по садржају киселине, будући да има више јабучје него винске. Од ње се добија вино хармоничног и специфичног укуса.